# Мобилизација санитетске службе Моравске дивизије 1914.
Мобилизација санитетске службе Моравске дивизије 1914. започела је по објави опште мобилизације Моравске дивизије, у чији састав је улазила и санитетска служба. Имајући у виду ратне услове, и општу мобилизацију војске у Краљевини Србији, организација мобилизације је спроведена веома брзо и на релативно задовољавајућем нивоу.

## Предуслови
Mала српска држава у претходна два балканска рата била је страшно исцрпљена током ратних дејстава у којима је изгубила 36.000 војника и имала око 55.000 рањених. Многе куће и други објекти били су порушени и оштећени, а њиве запарложене и необрађене, тако да је недостајало намирница за исхрану, стоке и сточне хране… Свуда су се видела ратна разарања, пустош и беда.
На стање у Србији утицала је и демографска структура увећане државе у знатној мери другачија у односу на етнички хомогену Краљевину Србију пре 1912. године, јер је ново становништво поред Срба имало и око 700 000 припадника националних мањина, …који су често били непријатељски настројени према новој српској администрацији — то је био случај са Арбанасима на Косову, Метохији и западној Македонији и етничким Бугарима у одређеним деловима централне и источне Македонији.
Све јединице 1. позива стављене су у мобилно стање још 12. септембра 1913. године. У тим условима почела је обука нове партије регрута који су, са навршених 20 година, ступили у војску у априлу 1914. године. Најмлађа партија регрута је, дакле, до мобилизације обучавана у кадровским (мирнодопским) пуковима који су уједно били и наставне јединице обучаване по касарнама као школа.  Иако су обучавани само четири месеца и завршили обуку само до фазе четне обуке, регрути кадровских пукова, уз претходну генерацију извежбаних војника која се прекалила у балканским ратовима, послужили су као поуздан ослонац за обезбеђење мобилизације и стратегијског развоја целокупне војске.
Мобилизација је схваћена као једини могући одговор на неправедан рат који је наметала суседна Монархија. Пре давања наређења за мобилизацију, процењено је, и да у случају потпуне мобилизације за око 50.000 српских војника, од опреме не би имало ништа, осим шињела и шајкача. Недостајали су митраљези топови, артиљеријска муниција, али и санитетска и интендантска опрема. Нарочито је био изражен проблем у недостатку артиљеријске муниције, која је делом, преко Солуна, увожена из Француске.

У све ово умешао се немачки владар Кајзер Виљем II, схвативши наведене слабостима Краљевине Србије, као битан фактор успеха у рату, и 28/15. јула 1914. године упутио је српској влади депешу следеће садржине:
| „ | Пошто српска краљевска влада није дала повољан одговор на ноту, то царска и краљевска влада налази за потребу да сама потражи задовољење својих права и сматра да је од овог тренутка у ратном стању са Србијом. | ” |

Стална моравска војна болница код Ћеле-куле, као и остале санитетске јединице Моравске дивизије оба позива су уопште гледано на дати знак мобилизације биле лоше снабдевене не само наоружањем и осталом ратном опремом, већ и сантетским материјалом и средствима за рад услед слабог економског потенцијала Краљевине Србије, недостатка војне индустрије и исцрпљености након недавно завршених балканских ратова.
Оно што је било добро у моменту дате наредбе за мобилизацју, била је чињеница да је виш од 80 % мобилисаног санитетског кадра и других српских војника и активних и резервних старешина располагало богатим ратним искуством из балканских ратова1912/1913. и албанске побуне из септембра 1913. године.

## Мобилизација
Мобилизација српске војске и њено стављање у ратно стање на почетку Великог рата званично је саопштено 25. јула 1914. године у седам сати увече. То је била прва заповест коју је издао Ђенералштабни одсек Врховне команде, којом је као први дан мобилизације одређена недеља — 26. јул. Истог дана када је наредба објављена, прописано је такође да војни судови преузимају одговорност за суђење грађанима за кривична дела за време мобилног или ратног стања.
Командант Моравске дивизијске области 25. јула 1914. године обавио је разговор са директором Прве нишке гимназије, да војска привремено искористи зграду ове школске установе за потребе амбуланте где би се прегледавали пристигли војници (према процени скоро 30.000 војника из разних крајева).

### Састав Моравске дивизије
Моравска дивизија је на дати знак за мобилизацију имала у свом саставу:
- две пешадијске бригаде од по два пука,

- сваки пук по три батаљона,
- сваки батаљон по три чете и једно митраљеско одељење од четири митраљеза,
- један пук треће позива,
- коњички ескадрон са једним митраљеским одељењем са два митраљеза
- команду дивизијске артиљерије под којом су се налазили пољски артиљеријски пук од два дивизиона од по три батерије,
- брдски артиљеријски дивизион од три батерије,
- хаубички артиљеријски дивизион од три батерије 120 mm
- муницијску колону од шест одељења
- артиљеријску радионицу,
- команду дивизијске инжињерије под којом се налазио пионирски полубатаљон од две чете,
- лаки (товарни) мостови трен и телеграфско одељење.

У састав дивизије улазиле су и Војна пошта, профијантска колона од три одељења, муницијска колона и покретна артиљеријска радионица и пекарска чета са пољским пекарама. При штабовима пешадијских дивизија образоване су полицијске секције.

### Састав дивизијског санитета
Санитет се састојао од:
- болничке чете са седам водова,
- четири пољске болнице,
- санитетске колоне,
- пољске марвене болнице.

### Начин достављања позива за мобилизацију
Позиви за мобилизацију достављани су на исти начин као и за време Балканских ратова:
- По српским селима, са торњева цркава и школа звоњавом, док су кметови лупали звечке и разносили позиве и на тај начин објављивали позив у рат.
- По градовима позив за мобилизацију био је истакнут у виду плакатираног саопштења, које је стајало на градским трговима, школама, општинама и среским начелствима и војним гарнизонским установама.
- Објављивањем у свим дневним новинама које су у том тренутку излазиле.

Регрути су били у обавези да се у року од два дана јаве пуковским окружним командама где су се налазили регрутни спискови, и то, војници и старешине
- 1. пука — у Врању,
- 2. пука — у Нишу и Прокупљу,
- 3. пука — у Пироту,
- 16. пешадијског, Моравског артиљеријског и коњичког пука — у Нишу.

## Командни кадар
- За команданта Моравске болничарске чете одређен је потпуковник Мита Николић,
- За командира Моравске марвене болнице био је одређен др Вилхелм Дијамант,
- За командира Санитетске колоне одређен је капетан Александар Мисирлић,
- За командира Марвеног депоа ветеринар Драгутин Илијић,
- За командир Профијантске колоне одређен је ветеринар Никола Марковић,
- За командир Муницијске колоне одређен је поручник Миливоје Поповић,
- За војног свештеникау Моравској војној болници у Нишу Никола Поповић.

## Организациона структура
Од санитетских јединица и установа, Сталне моравска војна болница код Ћеле-куле 1914, као окоснице санитета Моравске дивизије мобилисала је чету болничара (са седам водова), санитетску колону и четири пољске болнице. Чета болничара у свом саставу по формацији требало је да има:
- 340 старешина и војника
- 3 лекара, 1 апотекара, 3 лекарска помоћника
- 333 болничара и осталог помоћног особља
- 30 коња и друге стоке.

Уз одељак чете болничара била је и по једна пољска болница. Она је у свом саставу имала два лекара и по једног апотекара и једног лекарског помоћника, а од опреме санитетски шатор и по формацији припадајућа остала санитетска и друга средства.
Српске пољске болнице имале су санитетског материјала за 100 рањеника (оболела) и под шатором (када се нису развијале у зиданим објектима) простор за 14 — 16 кревета. Опрема и средства намењена првој помоћи, опште медицинском и хируршком раду на бојишту, што је по оцени српских и страних хирурга и ондашњој војномедицинској доктрини била су задовољавајућа.

## Мобилизација болничарске чете
Мобилизација моравске болничарске (болничке) чете која је извршена у периоду од 26. до 30. јула 1914. године у свом сатаву имал је четири пољске болнице, са командантом, његовим замеником и апотекаром, једну санитетску колону и Марвену болницу.
Проблеми
Мобилизација болничарске чете се одвијала уз бројне потешкоће због:
- недостатка довољног број шатора за импровизоване кухиње и превијалишта,
- недостатка блуза, војничких шињела, чакшира и обуће (обућу и опанке нису добили сви болничари, па су носили обућу са којом су дошли у јединицу).
- велики број расходованих санитетских кола која су чекала за оправку новчана средства од кредита, а како средства нису стигла, оправка је вршена на импровизован начин, а било је проблема и са недовољним бројем сандука за апотеке.

Само су војници сталног кадра имали нову одећу, резервисти I позива добили су окрпљена одела, враћена у магацине после демобилизације 1913. године, II позив је имао само поједине делове војне одеће, док је III позив ратовао у свом народном оделу.
И поред ових проблема, чета је укрцана у возове и упућена у Аранђеловац.

## Мобилизација хируршке болнице
Мобилизацију хируршке болнице спровео је санитетски потпуковник др Михајло Петровић, у то време на дужности управник Моравске војне болнице, који је ту дужност предао санитетском пуковнику Војиславу Стојановићу.
Проблеми
Због недостатка лекара одмах на почетку рата били су ангажовани су студенти медицине или како су их звали медицинари (који су свој војни рок одслуживали по болничарским четама, пољским болницама, санитетским колонама, санитетским возовима и резервним болницама).

## Обука мобилисаног састава
Паралелно са мобилизацијом одмах је започета војна обука код регрута болничара, која се изводила и од почетка рата до 10. октобра, а затим је извођена и стручна обука истовремено са практичном обуком по болницама.
У Моравској војној болници добровољце је обучавао санитетски потпуковник и хирург др Јован Суботић. Добровољни болничари, који су се обучавали и радили за време Балканских ратова, одмах по избијању новог рата били су аутоматски произведени у поднареднике.

## Формирање санитетских возова
У моменту објављивања мобилизације Србија је већ располагала са два санитетска воза на главној железничкој станици Београд — Ристовац и са једним санитетским возом на прузи узаног колосека Сталаћ — Ужице. Ови возови били су добро опремљени и снабдевени санитетским материјалом, попут пољских болница. Када у саставу композиције није била укључена кухиња (што се у каснијем току ратовања показало као лоше решење), онда су, приликом транспортовања, исхрану организовали добровољци и хуманитарне организације на успутним железничким станицама.
Као и за време Балканских ратова, формирани санитетски возови при Моравској дивизији са потребним болничким особљем, налазили су се под заповедништвом санитетског капетана I класе др Милана Петровића.
Рањеници и болесници у моменту почетка борбених дејстава требало је да буду уношени у санитетске возове на прузи широког колосека: Топчидер — Сталаћ — Ниш и Лапово — Крагујевац, и да свакодневно развозе рањене и оболеле по болницама у Ћуприји, Јагодини, Параћину, Крагујевцу, Крушевцу, Косовској Митровици, Алексинцу, Нишу, Скопљу и у друге градове у унутрашњости Србије.
| Формацијски састав санитетских возова. | Формацијски састав санитетских возова. | Формацијски састав санитетских возова. | Формацијски састав санитетских возова. | Формацијски састав санитетских возова. |
| Састав                                 | Главна пруга 1912.                     | Главна пруга 1913.                     | Главна пруга 1914.                     | Узани колосек                          |
| -------------------------------------- | -------------------------------------- | -------------------------------------- | -------------------------------------- | -------------------------------------- |
| Лекара                                 | 2                                      | 1                                      | 2                                      | 1                                      |
| Лекарских помоћника                    | 1                                      | 1                                      | 1                                      | 1                                      |
| Апотекара                              | -                                      | 1                                      | 1                                      | -                                      |
| Подофицира                             | 5                                      | 4                                      | 4                                      | 1                                      |
| Болничара                              | 20                                     | 20                                     | 20                                     | 12                                     |

## Формирање привремених болница
Поред стале војне болнице у Нишу, Моравска дивизија је у Младеновцу формирана привремену војну болницу Моравске дивизије у хотелу „Селтерс”. Непосредно пред долазак у варошицу, извршен је детаљан преглед војника а затим су формирани и болнички павиљони. За бригу о лакшим рањеницима одређен је др Ђура Кустудић, док је др Бора Поповићтребало да води рачуна о тешким рањеницима и болесницима.

## Превентивно-медицинска заштита
Током мобилизације, према наређењу Врховне команде, сви нужници на мобилизационим збориштима били су дезинфиковани кречним млеком, док је за војнике спремана кувана вода или топли чај.

## Епилог
Након мобилизације санитетске службе Моравске дивизије  као и цела Србија наћи ће се изложена најстрашнијој апокалиптичној трагедији у виду незапамћене епидемије „три тифуса“ која ће покосити безбројне жртве, а санитет ставити пред нове изазове и тешке губитке лекара, српских, страних или заробљеника.